# Црква и џамија у Соколовићима
Црква и џамија у Соколовићима су се две од многих задужбина Мехмед-паше Соколовића, родом из овог села.

## Мехмед-паша Соколовић
Мехмед-паша Соколовић (Соколовићи, око 1506 — Истанбул, 11. октобар 1579) био је османски државник. Био је пореклом Србин из Херцеговине, рођен је као Бајица Ненадић у селу Соколовићи близу градића Рудо.

### Задужбине и вакуфи
Мехмед-паша је подизао бројне задужбине и вакуфе широм Царства. По његовом наређењу 1571. године је изграђен мост преко Дрине у Вишеграду (описан у делу „На Дрини ћуприја", Ива Андрића овенчаном Нобеловом наградом). Подигао је још бар три моста у Босни и Херцеговини и један у Црној Гори (Арсланагића мост у Требињу, мост на ушћу Жепе у Дрину, Козју Ћуприју у Сарајеву и Везиров мост у Подгорици). У своме родном селу Соколовићима код Рудог изградио је цркву и џамију, а у селу Поблаће код Прибоја, према предању, подигао је и цркву која је више пута рушена и обнављана. Црква је изграђена у сараценском стилу и у овом селу је сачувано предање да је сазидана на гробу његове мајке. Такође, верује се да је Мехмед-паша Соколовић био ктитор многим саграђеним чесмама, од којих је најпознатија она у Београду, на Калемегдану.

## Задужбине у Соколовићима
По предњу Мехмед паша Соколовић није заборавио своје родно место па је у славу тога подигао  џамију у славу свог оца, а цркву у славу своје мајке. Обе грађевине подигнуте су средином 16. века.  Данас се у Соколовићима налазе обе грађевине, пошто су више пута рушене и обнављане, нису аутентичног изгледа и материјала.
Џамија је подигнута 1557. године али је порушена за време Другог светског рата па обновљена, а затим је нажалост поново порушена током задњег рата у Босни и Херцеговини, да би коначно била обновљена 2007. године.
Црква је подигнута, опет, по предању у исто вријеме кад и џамија, а у славу својој мајци, која за разлику од оца није хтела да се пресели у Истанбул. Међутим, црква није дуго постојала пошто је срушена још у 17. веку. Наиме по предању локално муслиманско становништво се жалило да је црква и лепша и боља од џамије, тако да је морала бити уклоњена. Међутим, она је поново направљена и то близу темеља некадашње цркве.